# Cappella dell'Annunziata (Mottola)
La cappella dell'Annunziata è un edificio religioso di Mottola.
La cappella dell'Annunziata fu costruita al di sotto della Rotonda, sul lato sinistro della stessa, nel XVI secolo. È ricordata sin dal 1651, quando si usava celebrare due messe al mese in questa chiesetta e di fare intervenire anche il Capitolo nelle solennità. Tradizionalmente i fedeli la visitavano in occasione della festa del 25 marzo, nel giorno della Domenica delle Palme (recandosi in processione dalla Chiesa Madre per deporre vicino al Calvario antistante un fascio di rami di ulivo benedetto) e in alcune occasioni il Giovedì Santo durante il pellegrinaggio delle "paranze". La chiesetta è a una sola navata, distinta in tre settori a due arcate a sesto acuto. I primi sono più stretti e misurano ciascuno 3,20 m, mentre l'altro con l'altare è largo 5,40 m. La profondità totale è di 9,70 m. Sull'abside c'è un affresco che raffigura l'Annunciazione della Vergine. All'esterno si trova un piccolo campanile a vela, dotato di una campana decorata con un angelo e con un'iscrizione.
Nel largo antistante nel 1905 fu costruito un Calvario per devozione di un fedele.